# Barbed Wire Love
Barbed Wire Love - a Tribute to Stiff Little Fingers är ett samlingsalbum, tributalbum och en EP med blandade artister, utgiven på CD 1999 av Sidekicks Records. Skivan utgavs också som 7" av österrikiska DSS Records/Longshot Music.

## Låtlista

### CD
1. Dropkick Murphys - "Nobody's Hero"
2. Voice of a Generation - "Alternative Ulster"
3. 59 Times the Pain - "Law and Order"
4. Bombshell Rocks - "State of Emergency"

### 7"

#### A
1. Dropkick Murphys - "Nobody's Hero"
2. Voice of a Generation - "Alternative Ulster"

#### B
1. 59 Times the Pain - "Law and Order"
2. Bombshell Rocks - "State of Emergency"

### Fotnoter
1. ↑  ”Barbed Wire Love”. Discogs.com. http://www.discogs.com/Various-Barbed-Wire-Love-A-Tribute-To-Stiff-Little-Fingers/release/2691138. Läst 1 maj 2012.